# Posições políticas de Joe Biden
Joe Biden, 46.º Presidente dos Estados Unidos, atuou anteriormente como Vice-presidente de 2009 a 2017 durante a Presidência Obama e foi Senador por Delaware de 1973 a 2009. Membro do Partido Democrata, Biden empreendeu sua segunda candidatura presidencial em 2008, sendo posteriormente anunciado como companheiro de chapa do então candidato Barack Obama. A chapa "Obama-Biden" foi eleita em 2008 e reeleita em 2012. Em abril de 2019, Biden anunciou sua campanha presidencial de 2020 e foi formalmente nomeado pelo Partido Democrata como candidato à corrida presidencial em agosto de 2020, vindo a derrotar o incumbente Donald Trump nas eleições de novembro daquele ano.
Ao longo de sua carreira política, Biden foi geralmente considerado como pertencente à corrente principal do Partido Democrata, sendo descrito como um político moderado à centro-direita apesar de classificar a si mesmo como progressista. Políticos democratas mais à esquerda, como Bernie Sanders, criticaram Biden por não defender medidas como "Medicare for All" ou o "Green New Deal". As políticas de Biden enfatizam as necessidades dos norte-americanos de classe média trabalhadora e atraíram o apoio político desses grupos. Dentre diversos projetos de lei, Biden apoiou principalmente a reforma do financiamento de campanhas; créditos fiscais para estudantes; controle e comércio de emissões de carbono; maior investimento em infraestrutura e transporte público; subsídios de energia renovável; e taxação de grandes fortunas e corporações de grande porte.

## Questões sociais

### Aborto
Caso Roe v. Wade
Em um artigo de 2019 sobre suas posições acerca do aborto, seu Secretário de Imprensa Jamal Brown afirmou que Biden pensou que Roe v. Wade havia sido decidido erroneamente quando chegou ao Senado em 1973, mas agora "acredita firmemente que Roe v. Wade é a lei do país e não deve ser derrubada". Em 1981, Biden votou a favor de uma emenda constitucional que permitiria aos governos estaduais derrubar decisões judiciais com base no Roe v. Wade. Em 1982, Biden votou contra esta mesma emenda constitucional e, em 2006, afirmou em uma entrevista que não considerava o aborto como "uma escolha e um direito", mas como "sempre uma tragédia". Atualmente desde os anos recentes, Biden costuma citar que consideraria transformar o precedente Roe em lei federal caso a Suprema Corte dos Estados Unidos anule a decisão. 

### Pena de morte
Desde 20 de junho de 2019, Biden se opõe publicamente à pena de morte e apoia uma legislação que elimine a pena de morte a nível federal e incentive os governos estaduais a abolir a medida penal.

### Criminalidade
Biden foi um redatores da Lei de Controle de Crimes Violentos de 1994 que permitiu o aumento das forças policiais, treinamento de maior efetivo de combate ao crime organizado, construção de prisões e aumento de sentenças prisionais em todo o país. A lei, de fato, reduziu as taxas de criminalidade enquanto Biden também colaborou com a proposta da Lei de Violência contra Mulheres. Parte da medida incluía também uma restrição ao porte de armas de fogo cuja parte da verba retida foi redirecionada para programas de prevenção à violência. De acordo com críticos, a lei teve o efeito colateral de incentivar financeiramente e prolongar o tempo de detenções, especialmente da população minoritária.  
Em 2020, uma onda de protestos contra a morte de George Floyd incluiu o movimento "Defund the Police", que defendia o redirecionamento de verbas destinadas à polícia aos programas de apoio comunitário, educacional e inclusivo. Em junho do mesmo ano, Biden afirmou que não apoiava o movimento apesar de também não concordar com o envio de verbas federais à "departamentos de polícia que violem os direitos das pessoas ou recorram à violência como primeira medida". Enquanto senador, Biden manteve profundas relações com departamentos de polícia e foi defensor de maiores direitos aos policiais. Durante sua campanha presidencial em 2020, Biden enfrentou críticas ao defender aumento de verbas aos programas de patrulha policial comunitária. Em setembro de 2020, Biden condenou o racismo institucional e a violência policial nos Estados Unidos direcionados à população afro-americana. 

### Drogas
Ao longo de sua carreira no Senado, Biden construiu reputação de "combatente das drogas" liderando esforços na guerra às drogas. Durante a epidemia de crack da década de 1980 - quando tanto Democratas quanto Republicanos eram críticos às drogas - Biden presidiu a Comissão Judiciária do Senado, responsável por aprovar diversas medidas punitivas aos usuários de drogas. Em 1986, Biden apoiou e co-redigiu a Lei do Abuso de Drogas que causou uma grande disparidade na condenação de usuários de cocaína e crack. 

## Política externa

### Diplomacia estadunidense

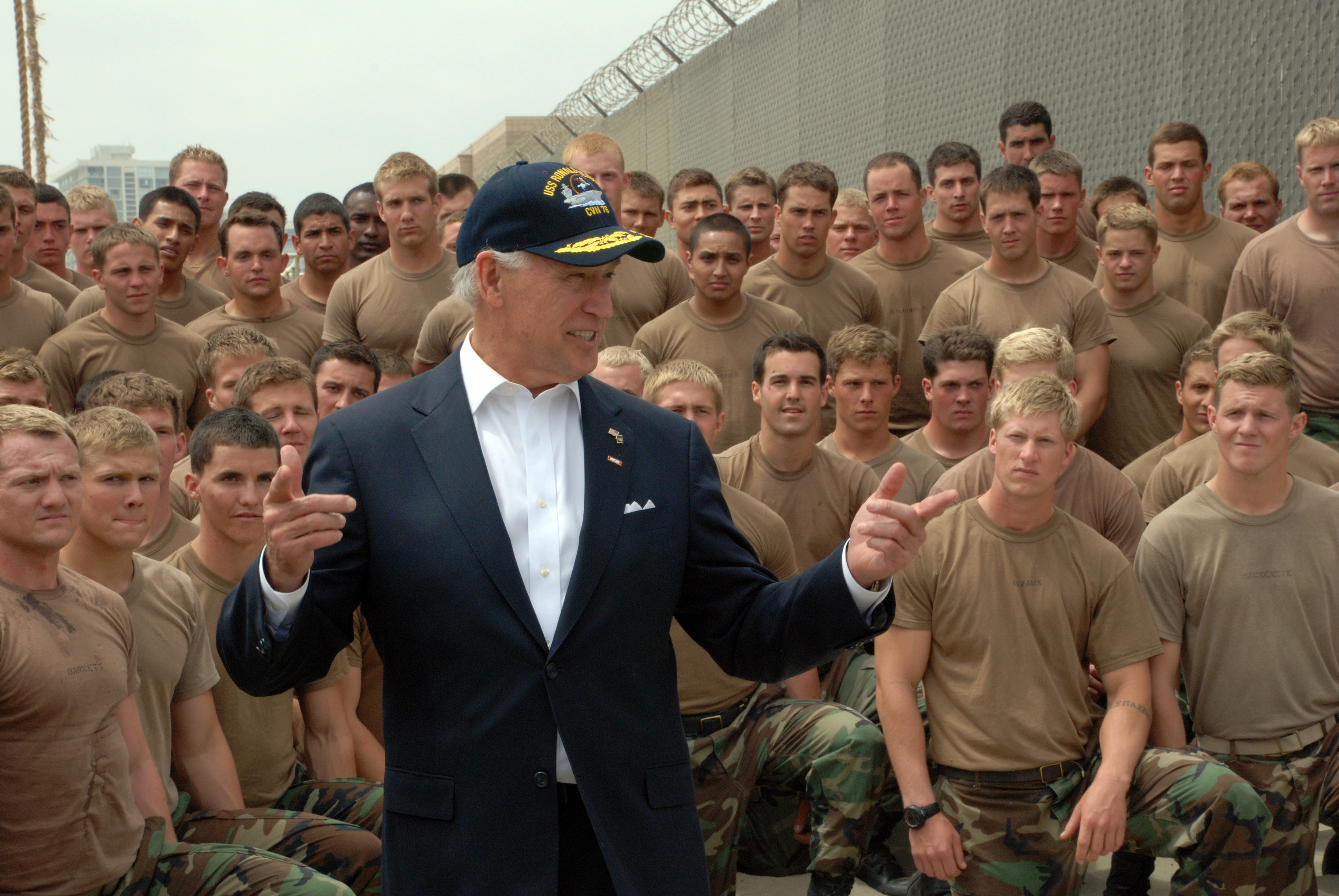
Biden discursa para Navy SEALs na Base Naval de Coronado, na Califórnia, em 2009.

Biden já afirmou que "os Estados Unidos sempre merecerão o direito de defender a si mesmo e aos seus aliados, por força, caso necessário. Sobre o uso de poder militar na diplomacia Biden afirmou que deve ser restrito à situações que envolvam um "interesse vital" do país e sob "consentimento do povo norte-americano e aprovação do Congresso". Biden costuma enfatizar "devolver os Estados Unidos ao seu papel tradicional como líder de uma ordem mundial baseada na promoção da democracia, multilateralismo, construção de alianças e diálogo diplomático" e afirmou em 2020 que, quando eleito, iria revigorar as alianças internacionais dos Estados Unidos incluindo aquelas com países alienados por Trump.
Biden é contrário ao uso de poder militar para mudanças de regime político, mas afirmou que "é apropriado para nós prover apoio não-militar aos movimentos de oposição que busquem direitos humanos universais e uma governança mais representativa". No que diz respeitos a intervenções humanitárias, Biden afirma que os Estados Unidos possui "um dever moral de responder ao genocídio ou uso de armas químicas" mas que tais situações "precisam de ação da comunidade internacional e não apenas dos Estados Unidos".

### África

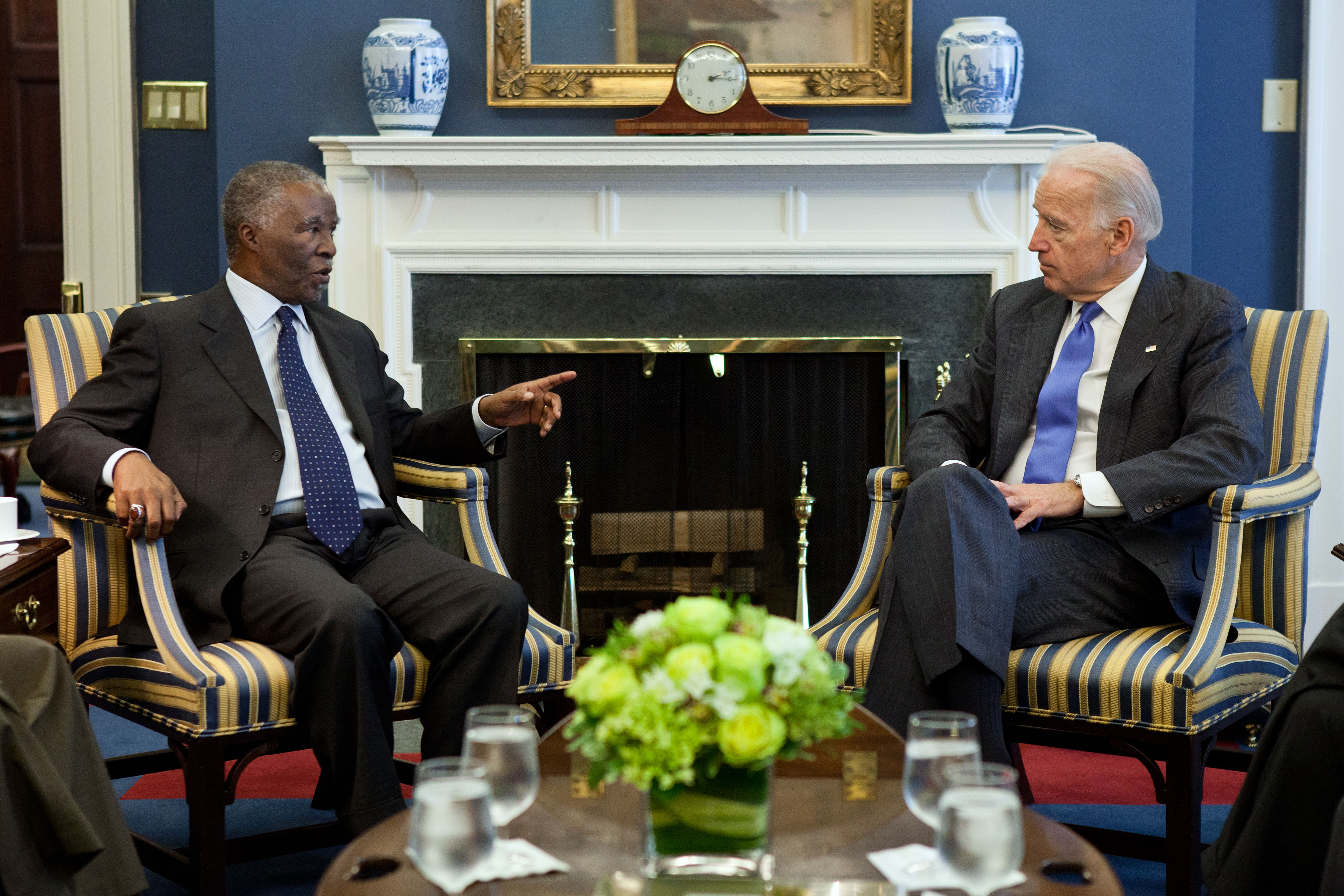
Biden e o ex-Presidente da África do Sul Thabo Mbeki durante reunião com lideranças da União Africana, em 2011. Na ocasião, os líderes debateram medidas para conter a instabilidade política do Sudão.

Biden foi contrário ao financiamento público de programas que mantêm abstinência sexual como medida de combate ao HIV no continente africano. Em 2007, Biden apoiou a Lei de Prevenção do HIV que encerrou a obrigatoriedade da abstinência sexual preventiva de 1/3 dos programas sociais conduzidos pelos Estados Unidos no continente. Em geral, Biden defende uma maior presença dos Estados Unidos na África visando contrabalancear a crescente influência da China sobre o continente.
Líbia
Em 2011, durante um debate interno da Administração Obama sobre a Guerra Civil Líbia, Biden se opôs à intervenção de seu país no conflito citando a instabilidade política e social que o país enfrentaria após uma eventual deposição de Muammar Gaddafi. No entanto, o então Vice-presidente acabou por concordar com a intervenção norte-americana no conflito afirmando que "a OTAN agiu certo. Neste caso, os Estados Unidos gastou 2 bilhões de dólares e não perdeu uma vida sequer". 
 

### Oriente Médio
Irão

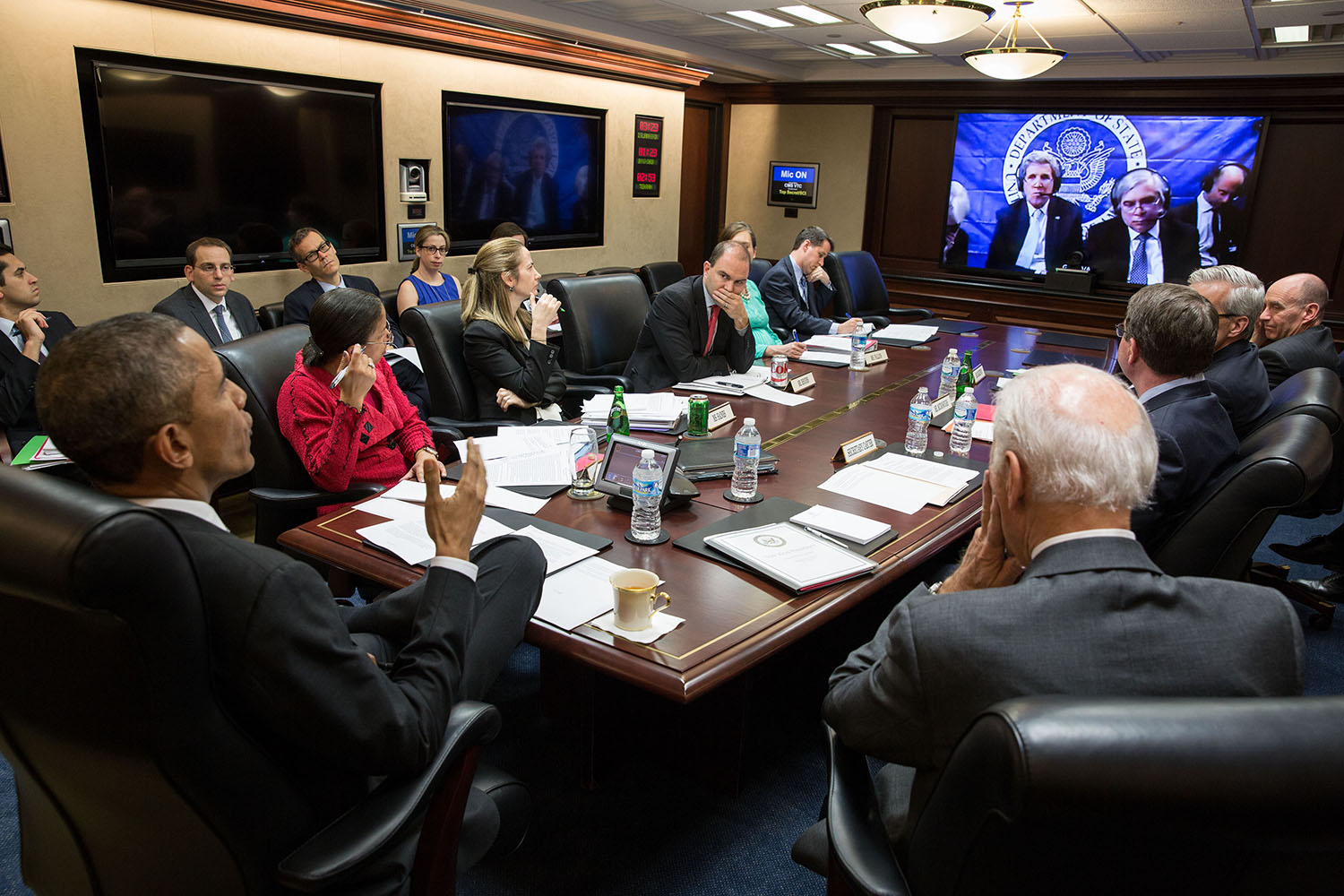
Biden como Vice-presidente participa de videoconferência na Casa Branca sobre as negociações do P5+1 com o Irão no contexto do programa nuclear iraniano, em 2015.

Como presidente do Comitê de Relações Exteriores do Senado, Biden defendeu uma postura mais séria com o Irão além de defender a implementação de "sanções internacionais coordenadas" ao país asiático como forma de "pressionar" o governo iraniano a adotar uma postura mais favorável aos Estados Unidos.
Em 2007, Biden votou contra uma medida que declarava o Exército dos Guardiões da Revolução Islâmica uma organização terrorista. No entanto, no mesmo ano, Biden escreveu que "uma guerra com o Irão não é apenas uma má opção, seria um desastre" e propôs mover uma ação de impeachment contra George W. Bush caso o governo iniciasse um conflito armado contra os iranianos sem aprovação do Congresso. Em entrevista de setembro de 2008, Biden afirmou que o Exército dos Guardiões era uma organização terrorista e que o Governo Bush já poderia classificá-la como tal.
Iraque

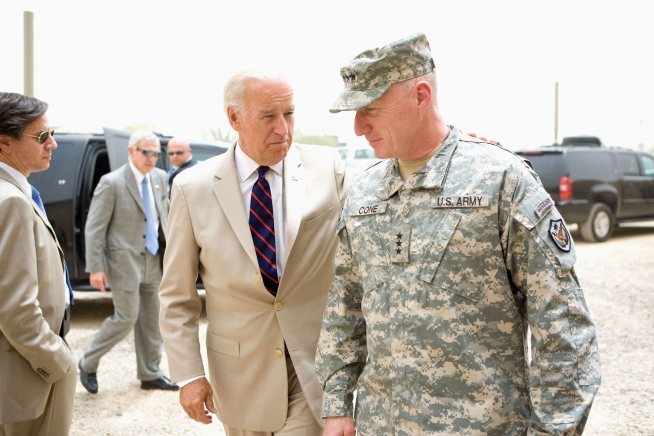
O Vice-presidente Joe Biden em visita à base de operações dos Estados Unidos em Bagdá, em 2010.

Em 1990, após a Invasão do Kuwait pelo Iraque de Saddam Hussein, Biden votou contra a primeira Guerra do Golfo e questionou: "Que interesses vitais dos Estados Unidos justificam o envio de norte-americanos para a morte nas areias da Arábia Saudita?" Em 1998, Biden expressou apoio ao uso da força contra o Iraque e pediu um esforço coordenado para "destronar" Hussein a longo prazo. Em 2002, como presidente do Comitê de Relações Exteriores do Senado, Biden classificou Hussein como "uma ameaça a curto prazo à nossa segurança nacional" e "um perigo extremo para o mundo" e votou a favor da resolução que autorizou a invasão do Iraque no ano seguinte, afirmando: "Votarei a favor porque devemos obrigar o Iraque a cumprir suas obrigações para com as Nações Unidas. Porque, embora as armas ilegais de destruição em massa do Iraque programa não representam - não representam - uma ameaça iminente à nossa segurança nacional, na minha opinião, elas o farão, se não forem restringidos."
Durante a Guerra do Iraque, Biden criticou consistentemente o governo de George W. Bush por "seu fracasso em esgotar as soluções diplomáticas, seu fracasso em alistar um grupo mais robusto de aliados para o esforço de guerra e a falta de um plano para a reconstrução do Iraque". Biden criticou Bush em março e abril de 2003 por não ter feito esforços diplomáticos robustos para evitar o conflito, mas disse na época que era "a decisão certa" afastar Hussein "de suas armas do poder." Em 2007, Biden se opôs fortemente ao "aumento de tropas" no Iraque, chamando-o de "erro trágico" da Presidência Bush. A resolução substituta defendida por Biden permitiria que as tropas norte-americanas pudessem combater o terrorismo e treinar as forças iraquianas.
Conflito árabe-israelense

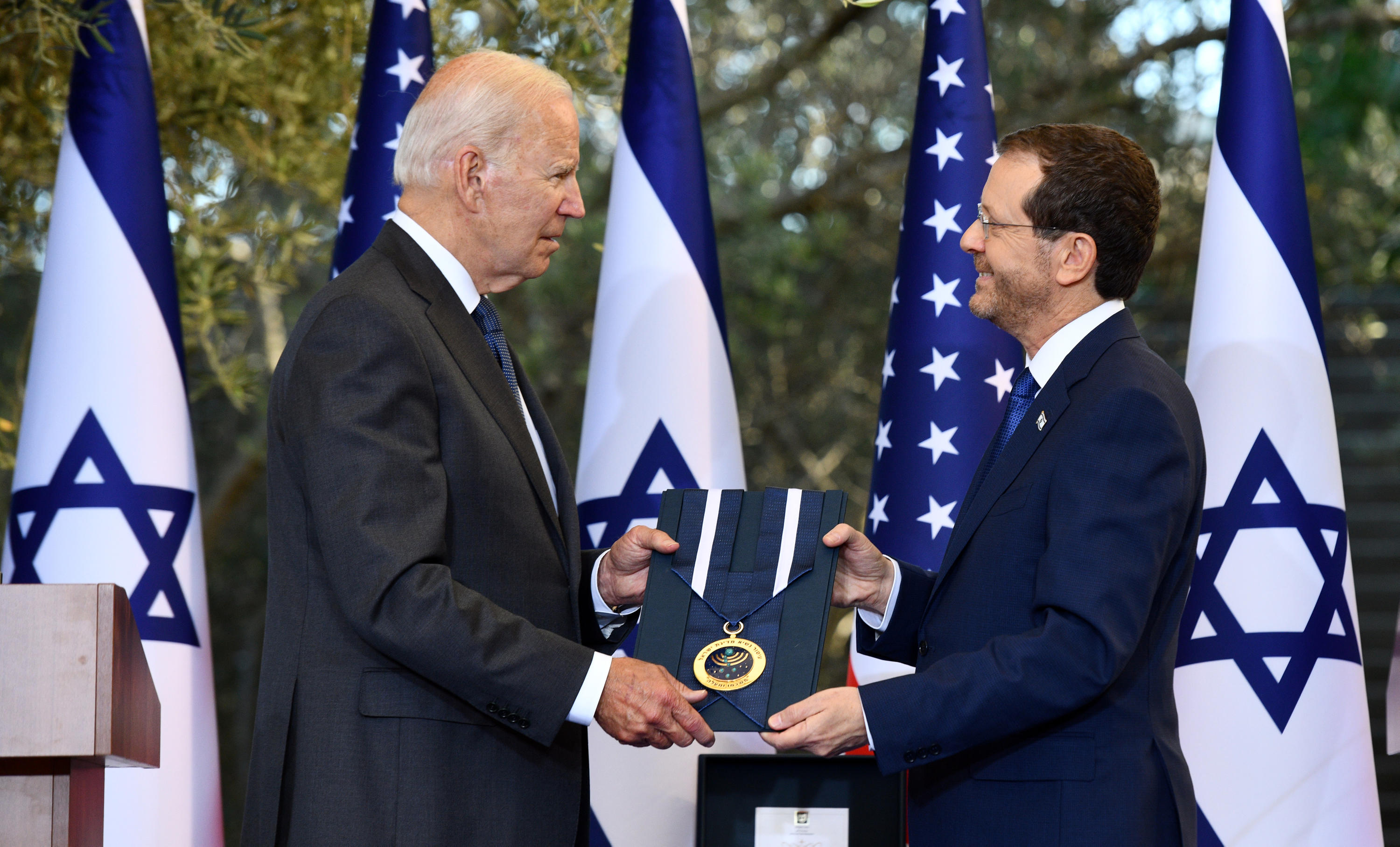
Biden recebe a Medalha de Honra Presidencial das mãos do Presidente israelense Isaac Herzog, em julho de 2022.

Durante seu mandato como senador, Biden desenvolveu uma relação crucial com representantes do governo israelense através de sua atuação no Comitê de Relações Exteriores. Desde o governo de Golda Meir, pelo menos, Biden mantém um forte apoio às reivindicações de Israel no cenário do Oriente Médio. Biden descreveu seu encontro com Meir em 1973, no início de seu mandato como senador, como "um dos mais impactantes encontros que eu já tive em toda a minha vida". Posteriormente, o então senador descreveu-se como "sionista" e descreveu Israel como "o principal parceiro" dos Estados Unidos no Oriente Médio. Em 1986, Biden defendeu que os Estados Unidos financiassem militarmente Israel referindo-se à proposta como "o melhor investimento bilionário" que poderia ser feito e declarou que "caso não houvesse Israel, os Estados Unidos teriam que inventar 'um Israel' para proteger seus interesses na região".
Ao ser selecionado como companheiro de chapa de Barack Obama em 2008, Biden foi parabenizado pelo Conselho Nacional Judeu Democrata (NJDC) através do comunicado: "Não há ninguém que conheça as questões, que esteja comprometido com a segurança de Israel e conheça os líderes israelenses tanto quanto Joe Biden". Durante a campanha presidencial de 2008, Biden reafirmou sua posição totalmente em favor dos interesses de Israel e da resolução definitiva do conflito árabe-israelense.
Arábia Saudita
Enquanto candidato presidencial Biden considerou a Arábia Saudita como um Estado pária, criticando o envolvimento dos Estados Unidos na intervenção liderada pelos sauditas no Iêmen principalmente pelo que classifica como morte de "pessoas inocentes". Durante a campanha eleitoral de 2020, Biden afirmou que encerraria o envolvimento dos Estados Unidos naquele conflito e reavaliaria as relações políticas e comerciais árabe-americanas além de criticar veementemente o comércio de armas do governo Trump com o país asiático.
A Arábia Saudita supostamente levou mais de 24 horas para parabenizar Joe Biden por sua vitória nas eleições presidenciais em 3 de novembro de 2020. Ainda na fase eleitoral, Biden havia exigido "mais responsabilidade" do governo saudita pelo assassinato de Jamal Khashoggi em 2018.